# Ilford Photo
Ilford Photo è un produttore di materiali fotografici del Regno Unito conosciuto in tutto il mondo per le sue pellicole in bianco e nero e prodotti chimici, come i suoi materiali per la stampa a colori: Ilfochrome e Ilfocolor.
Ilfochrome era chiamato in precedenza Cibachrome, fu sviluppato da un'associazione con la società svizzera CIBA-Geigy.
In passato pubblicò il manuale Ilford di fotografia, un manuale comprensivo di ottiche, fisica e chimica della fotografia, con le ricette per molti sviluppatori.

## Storia
L'azienda è stata fondata nel 1879 da Alfred Hugh Harman con il nome di Britannia Works Company. Da un piccolo business fondato principalmente sulle lastre fotografiche, l'azienda crebbe rapidamente, fino ad occupare una fabbrica di grandi dimensioni nel centro di Ilford. Dal nome della cittadina, nel 1902, l'azienda cambiò nome in Ilford Limited, nonostante le obiezioni del consiglio locale.
Nel 1983, il loro quartier generale nel Regno Unito fu spostato a Mobberley, Cheshire. Nel 1989, Ilford fu acquisita dalla compagnia statunitense International Paper, proprietaria dell'azienda di produzione di materiali grafici Anitec. Le due società si unirono nel 1990 per diventare Ilford Anitec. Nel 1996, anche gli uffici vendite e gli uffici amministrativi furono trasferiti da Londra a Mobberley.
Nel 2004, a causa della crisi del settore fotografico dovuto all'avvento di nuove tecnologie che fecero calare drasticamente la produzione di pellicole, la società fu posta sotto amministrazione controllata. L'azienda fu oggetto di un management buyout, che portò alla nascita dell'azienda Harman Technology Ltd nel mese di febbraio 2005. La società, ora avente il nome di Ilford Photo, dopo un periodo di riassetto finanziario si è specializzata in prodotti fotografici in bianco e nero di alta qualità. La parte svizzera della società è stata acquistata dalla Oji Paper Company of Japan nel luglio 2005 e dalla Partners LLP nel maggio 2010. producendo stampanti a getto d'inchiostro e a colori sotto il nome di Ilford Imaging Switzerland GmbH, prima di dichiarare fallimento il 9 dicembre 2013.
Il 14 settembre 2015, Ilford Photo ha annunciato che Harman Technology è stata acquisita da Pemberstone Ventures Limited per una cifra non dichiarata.

### Apparecchi Fotografici
Nel corso della sua storia, Ilford ha venduto un certo numero di fotocamere con il proprio nome, costruite però da altri produttori, a partire da una "Box Camera" tipo Kodak Brownie nel 1902, ma la maggior parte di esse furono costruite negli anni '40 e '50. La Ilford Witness del 1947 fu una macchina fotografica a telemetro con obiettivi intercambiabili, ma non fu rilasciata al pubblico fino al 1953 a causa delle difficoltà di produzione. Nel frattempo, la Advocate Series 1 fu rilasciata nel 1949 e la Series 2 nel 1952. Un esemplare di preproduzione della Advocate Series 1 fu regalato alla principessa Elisabetta nel 1948. Fu rubato poco dopo, ma fu recuperato quando in seguito fu spedito in un centro autorizzato per alcune riparazioni.
Il 1949 vide anche la nascita della Craftsman, una biottica compatibile con i formati 120mm e 620mm. Quindi, nel 1951 fu rilasciata la forocamera Prentice pieghevole.
Nel 1957, Ilford produsse il modello Sportsman, una versione rimarchiata della Dacora Dignette prodotta in Germania dell'Ovest, come modello leggero ed economico 35mm, posto in diretta competizione con la meglio costruita Kodak Retinette. In Germania, una Dignette costava circa la metà di una Retinette, entrambe prodotte a Stoccarda. La Sportsman divenne un modello di successo e fu prodotta per i successivi 10 anni.

## Prodotti

### Pellicole

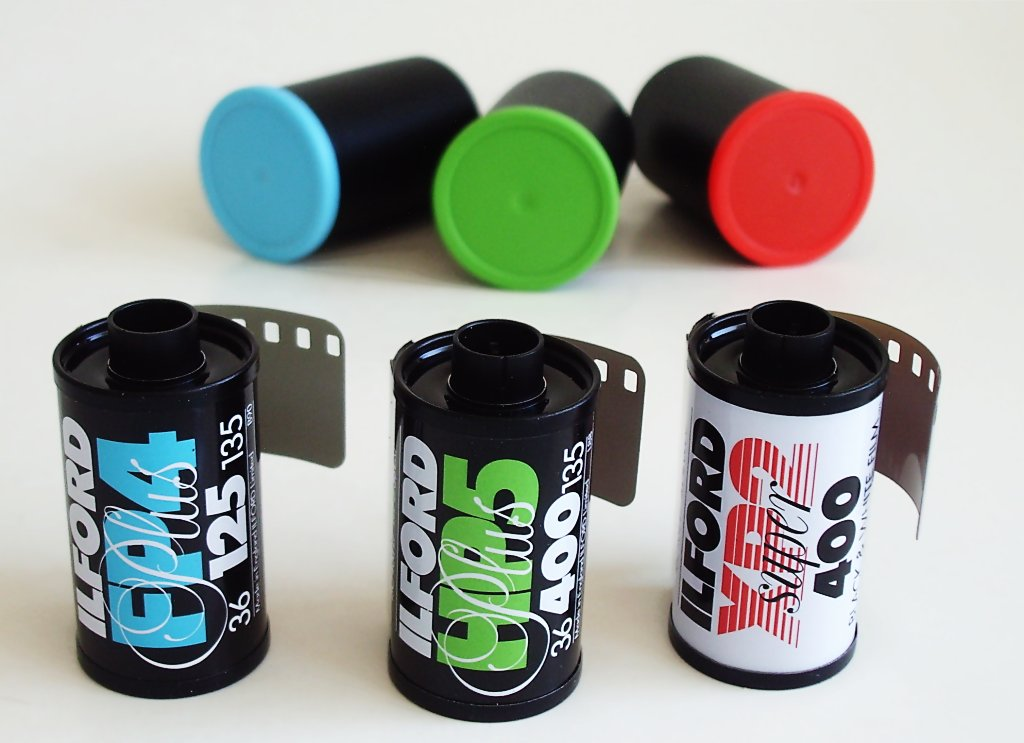
Alcune pellicole Ilford

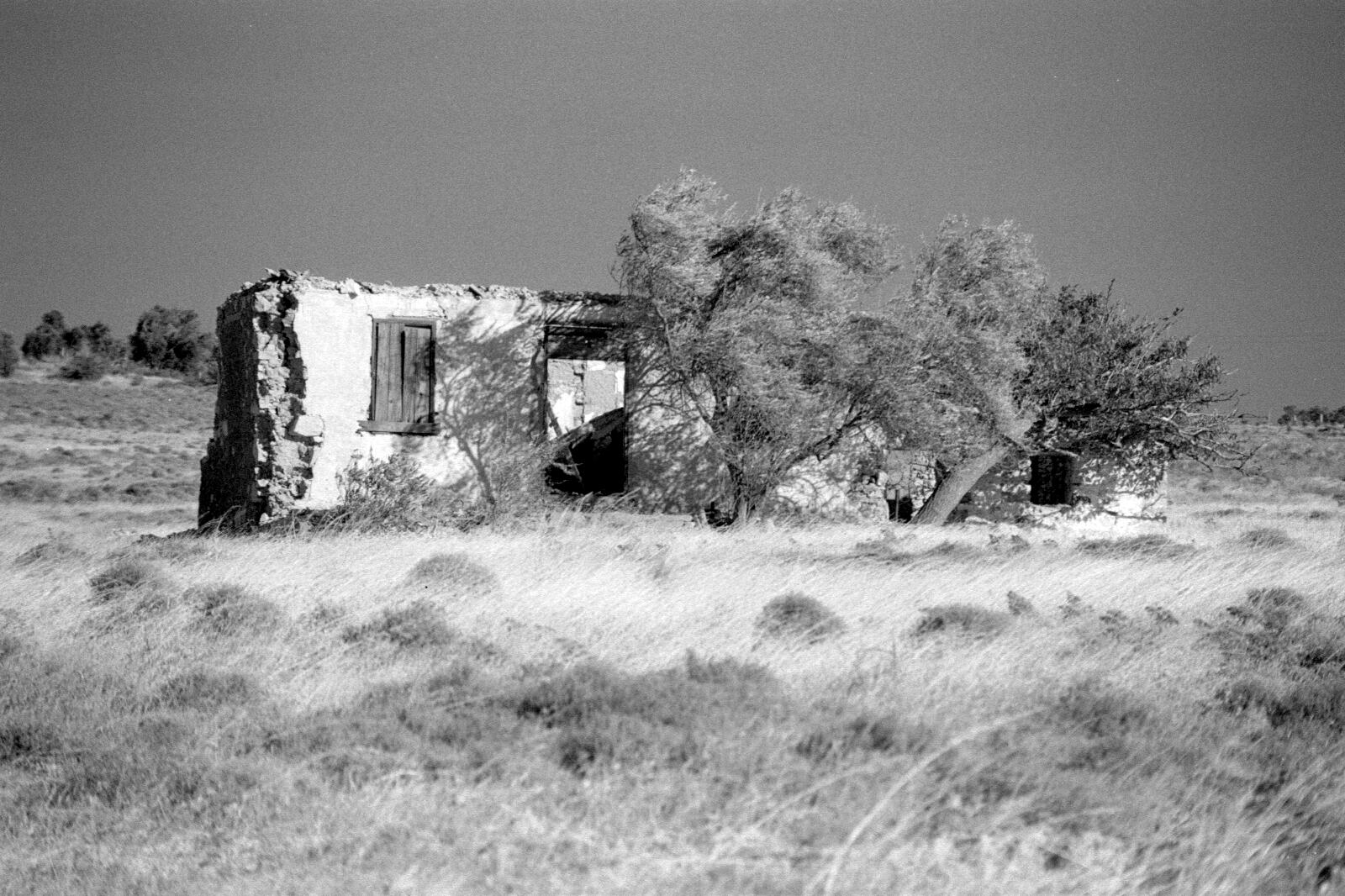
Fotografia all'infrarosso scattata con pellicola Ilford SFX-200

- Pan F plus 50
- Ortho Plus 80
- FP4 plus 125
- HP5 plus 400
- Delta 100, 400, and 3200
- XP2 Super 400
- SFX 200
- Ilford Kentmere PAN 100 and 400

### Rivelatori per pellicole
- Ilford ID-11
- Ilfosol 3
- Ilfotec DD, DD-X, HC, LC 29, and RT Rapid
- Microphen
- Perceptol
- Phenisol

### Prodotti specialistici
- Pellicole specifiche per sorveglianza
- Emulsioni Nucleari

### Fotocamere
- Harman Titan Pinhole Camera
- Ilford Obscura Pinhole Camera
- HP5+ Single Use Camera
- XP2 Single Use Camera

### Carte
A contrasto fisso
- Ilfospeed RC Deluxe
- Ilfobrom Galerie FB

A contrasto variabile
- Multigrade IV RC Deluxe
- Multigrade IV RC Portfolio
- Multigrade RC Cooltone
- Multigrade RC Warmtone
- Multigrade RC Express
- Multigrade FB Classic (Replaces Multigrade IV FB, Dec 2013)
- Multigrade FB Warmtone
- Multigrade FB Art
- Multigrade FB Cooltone (New Product, Dec 2013)

Pancromatiche digitali
- Ilfospeed RC Digital
- Galerie FB Digital

Positive dirette
- HARMAN Direct Positive - FB Glossy
- HARMAN Direct Positive - RC Glossy & Luster

### Sviluppi per carte
- Bromophen
- Harman Warmtone Developer
- Ilford 2150 XL and 2000 RT
- Multigrade developer
- PQ Universal

### Fissaggi, viraggi ed altri chimici
- Hypam fixer
- Ilford 2000 RT Fixer and Rapid Fixer
- Ilfostop
- Ilfotol wetting agent
- Ilford Washaid
- Harman Selenium Toner

## Sviluppo speciale XP2
Al contrario della maggior parte degli sviluppi in bianco e nero, la pellicola XP2 Super può essere sviluppata con i normali bagni usati per le pellicole a colori (processo C41).

## Servizi di laboratorio
Tramite il sito www.ilfordlab.com Archiviato il 12 luglio 2017 in Internet Archive., è possibile far sviluppare le proprie carte e pellicole direttamente dalla fabbrica. Nel 2009, il servizio Ilford Lab Direct è stato premiato con il Gold Award dal magazine Digital Photo, come "Miglior servizio online di stampa in bianco e nero".